# Ley de Hy
La ley de Hy es una regla general en donde se predice si un paciente tiene un alto riesgo de sufrir una falla hepática fulminante en caso de hepatotoxicidad inducida por fármacos(DILI, por sus siglas en inglés Drug Induced Liver Injury]). La ley se basa en las observaciones de Hy Zimmerman, un importante investigador de la hepatotoxicidad inducida por fármacos. Algunos han sugerido que el principio se llame hipótesis u observación. Los casos de la Ley de Hy tienen tres componentes: 
- El fármaco causa lesión hepatocelular, generalmente definida como una ALT  (GOT) o AST  (GPT) elevada en 3 veces o más por encima del límite superior de lo normal. A menudo con aminotransferasas mucho mayor (5-10 veces) el límite superior de lo normal.
- Entre los sujetos que muestran tales elevaciones de las aminotransferasas, también tienen una elevación de la bilirrubina total sérica de más de 2 veces el límite superior de la normalidad, sin hallazgos de colestasis (definida como actividad de la fosfatasa alcalina sérica inferior a 2 veces el límite superior de la normalidad).
- No se puede encontrar ninguna otra razón para explicar la combinación de aumento de aminotransferasa y bilirrubina total sérica, como hepatitis viral, abuso de alcohol, isquemia , enfermedad hepática preexistente u otro fármaco capaz de causar la lesión observada.

En el análisis de Zimmerman de 116 pacientes con lesión hepatocelular e ictericia (piel amarilla) debido a la exposición a fármacos, el 76% requirió un trasplante de hígado o murió. Otros estudios han informado de una mortalidad más baja pero significativa del 10%.